# 哈邦峰
9°03′N 70°24′W / 9.05°N 70.4°W
哈邦峰（西班牙語：Pico Jabón），是委內瑞拉的山峰，位於該國西部特魯希略州，屬於梅里達山脈中聖多明各山脈的一部分，由迪尼拉國家公園負責管轄，海拔高度3,514米。